# Tschapka

Józef Antoni Poniatowski, polnischer General und Marschall von Frankreich mit einer Czapka früher Form

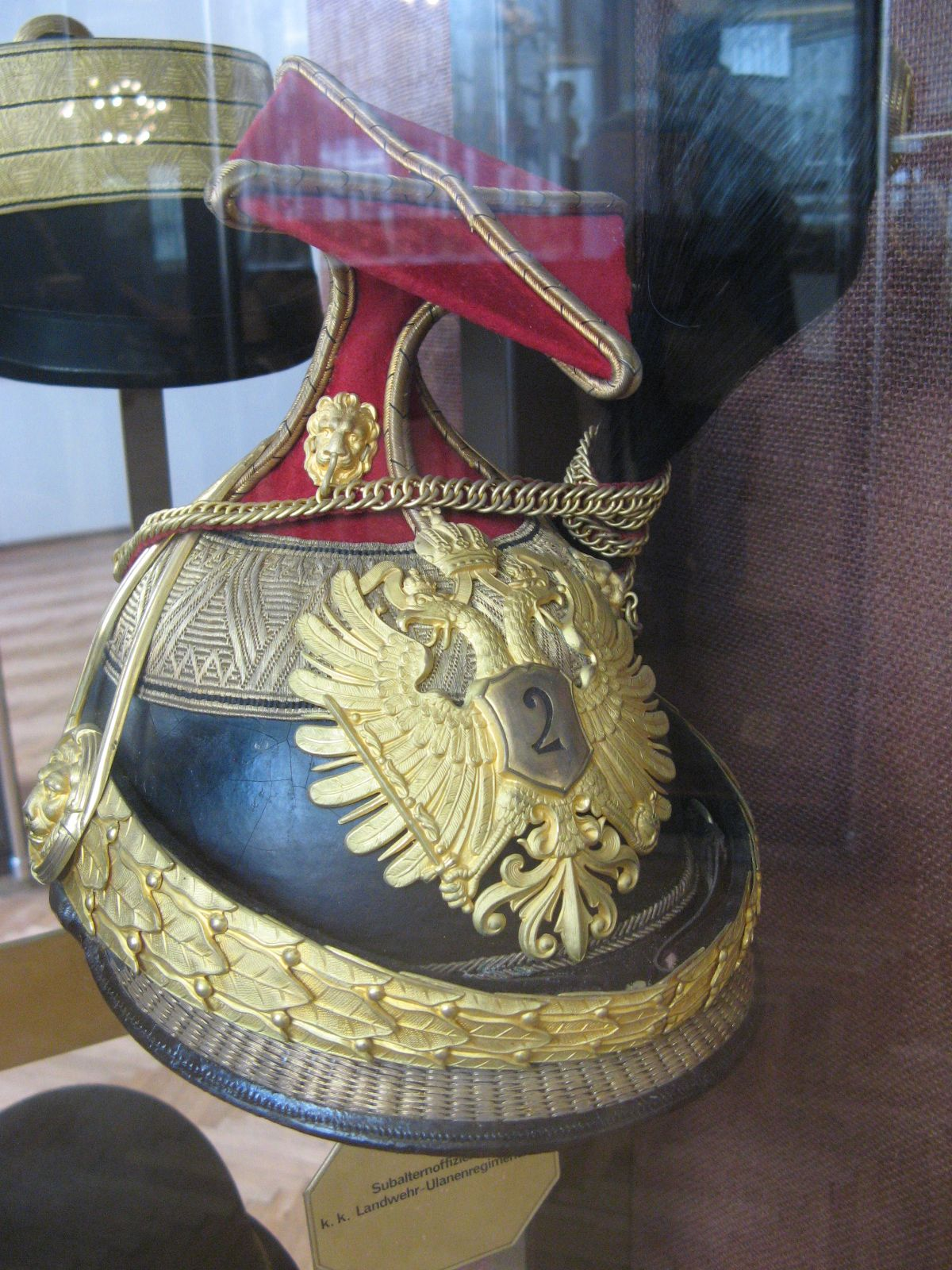
Tschapka eines Subalternoffiziers des k.k.Landwehr-Ulanenregiments Nr. 2

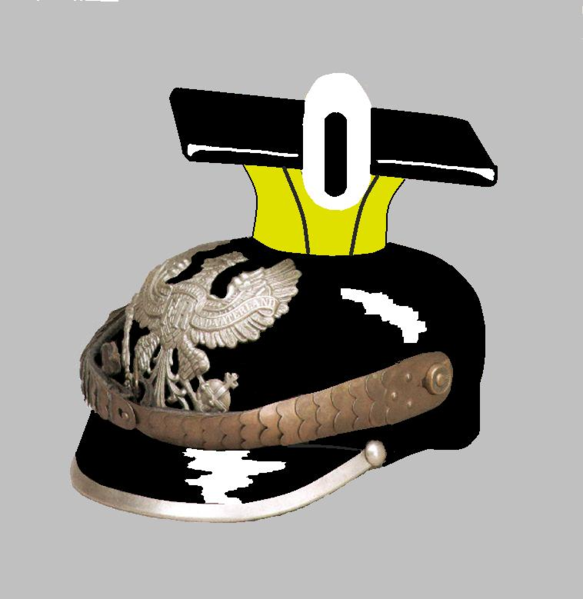
Tschapka des preußischen Ulanenregiments Nr. 11 mit zitronengelber Paraderabatte

Eine Tschapka ist eine militärische Kopfbedeckung polnischen Ursprungs, die insbesondere von Ulanen getragen wurde. Sie entwickelte sich zunächst als Variante des Tschakos, dem ähnlich einer Konfederatka ein viereckiger Deckel gegeben wurde. Später entwickelte sich die Tschapka ähnlich der zeitgenössischen Pickelhaube, hatte aber statt der Spitze ihr charakteristisches viereckiges Oberteil.
In ihrer frühen, kompakten Form wurde die Tschapka ab 1784 bei den österreichischen Ulanen eingeführt, die man zu dieser Zeit gerade in den Garnisonen in Galizien unter habsburgischer Herrschaft aufstellte. Mit den polnischen Legionen, die in den napoleonischen Kriegen unter französischen Fahnen kämpften, wurde die Tschapka auch außerhalb Osteuropas bekannt. Durch die polnischen Ulanen der Kaisergarde Napoleons wurden sie ausgesprochen populär und nicht nur in Frankreich eingeführt, sondern auch von seinen Verbündeten wie Westphalen und Neapel nachgeahmt. Während im Herzogtum Warschau auch Infanterie und Artillerie mit ihr ausgestattet wurden, verwendeten andere Staaten sie meist nur für ihre Ulanen.
Auch Bayern, Sachsen und Russland verfügten über Kavallerieverbände mit dieser Art Kopfbedeckung. Nach dem Ende der napoleonischen Ära 1815 wurde die Tschapka noch weiterhin von den Ulanen in Deutschland und Österreich, sowie in Frankreich von den Lanciers der Linie und später der Kaisergarde Napoléon III. getragen. England führte sie kurz nach Waterloo für seine Ulanen ein. Mit dem Ende des Zweiten Kaiserreichs löste Frankreich auch seine Ulanen auf, so dass die Tschapka aus der französischen Armee verschwand.
Deutsche und österreich-ungarische Ulanen zogen mit der Tschapka noch in den Ersten Weltkrieg, in dessen Verlauf sie allerdings dann für die Felduniform abgeschafft wurde.
Die deutsche bzw. österreich-ungarische Tschapka bestand aus einem aus Leder gepressten und geschwärzten Körper, der Kappe genannt wurde und nur mit einem Vorderschirm ausgestattet war. Als einzige helmähnliche Kopfbedeckung der Truppen beider Länder hatte die Tschapka keinen Hinterschirm, endete also etwa auf halber Höhe des Hinterkopfes. Anstelle der Spitze war mittig oben ein besonderer Tschapkahals mit quadratischem Deckel so angebracht, dass eine Ecke nach vorne wies. An der linken vorderen Deckelkante wurde das sogenannte National (Kokarde) befestigt. Daneben befand sich eine Hülse zum Einstecken des Haarbusches. An der rechten vorderen Deckelkante war ein Haken zum Befestigen der Fangschnur angebracht. Die Vorderseite des Tschapkakörpers trug ein metallenes Emblem (gewöhnlich einen Adler). Zur Parade (Deutschland) wurde an dem Tschapkahals eine Paraderabatte (Überzug) in der Abzeichenfarbe des Regiments befestigt. In Österreich-Ungarn war der Tschapkahals ständig in der Regimentsfarbe ausgekleidet. Um der Tschapka sicheren Halt auf dem Kopf zu geben, waren an beiden Seiten auf einen Lederriemen aufgezogenen Schuppenketten angebracht, die im abgesessenen Dienst üblicherweise auf dem Vorderschirm auflagen und nur zum Reitdienst unter dem Kinn geschlossen wurden.
In Österreich-Ungarn gab es den sogenannten Kommode-Tschapka, der aus einer leichteren Ausführung ohne Emblem bestand und der mit einer Wachstuchschicht überzogen war. Diese Kopfbedeckung konnte von Offizieren im Felddienst getragen werden. Bei Kriegsbeginn sollten die Tschapkas zu Tarnungszwecken mit einer Tuchhülle überzogen werden. Da nicht genug dieser Hüllen zur Verfügung standen, wurden die Tschapkas kurzerhand grau angestrichen.
Im Deutschen Reich wurden nach Kriegsbeginn Mannschaftstschapkas aus lackiertem Blech oder Filz gefertigt. Bei diesem Modell konnte man Deckel und Tschapkahals abnehmen.
Die Militärmusiker der beiden britischen Ulanen-Regimenter (heute Panzeraufklärungs-Verbände) tragen zur Paradeuniform noch heute die traditionelle Tschapka aus viktorianischer Zeit.